# Бахарденская пещера

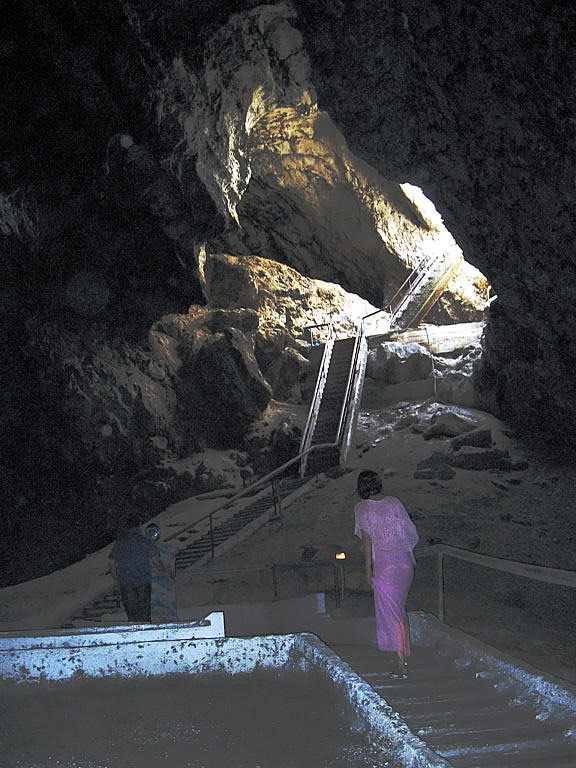
Бахарденская пещера

Бахарде́нская пеще́ра — карстовая пещера, расположена в 19 км юго-восточнее города Бахардена и в 120 км от Ашхабада у северных предгорий Копетдага на юго-западе Туркменистана.

## История
Пещера известна с XVIII века. Первые научные сообщения о существовании пещеры с подземным озером появились в 1886 году. В 1896 году в местной печати появилась публикация, которая ознакомила ашхабадцев с существованием пещеры и подземного озера, с этого времени они стали посещаться жителями Ашхабада и его окрестностей. В 1976 году была обследована геологами, а также спелеологами Ашхабада. В. Н. Дублянским было составлено описание.

## География
Находится в хребте Коу, в недрах горы Дугун. В 800 метрах от входа в пещеру, в глубоком овраге, бьёт источник Коу, являющийся выходом воды подземного озера Коу-Ата на поверхность.

## Геология
Представляет собой зал в известняке, к которому ведут пять входов. Зал расположен на глубине 55 метров, его длина 250 м, ширина до 50 метров, высота до 26 метров. Имеет наклонное дно, на котором находятся обломки известняка и гуано. В юго-восточной части пещеры находится подземное озеро Коу-Ата длиной 75 м, шириной 23 м и максимальной глубиной 14 м. Площадь поверхности озера около 3000 м². Объём воды в озере — 6,5 тысяч м³. Вода в нём тёплая (около +37 °С) и слабоминерализованная. В среднем в воде содержится 2,63 г/л при значительном содержании кремниевой кислоты (до 147 мг/л), стронция (50,6 мг/л) и сероводорода (10,5 мг/л), всего содержится 25 элементов. Воздух в пещере насыщен парами сероводорода и влагой — относительная влажность воздуха в пещере близка к 100 %.

## Фауна
Обитают летучие мыши, грызуны, голуби, клушицы, сизоворонки, а также около 50 видов беспозвоночных животных. Скопления гуано занимают площадь более 1300 м², а их объём превышает 670 м³.

## Значение
Является народным курортом. Электрифицирована. В пещеру проводятся экскурсии, организовано плавание на лодках.

## Этимология названия
«Коу-Ата», в переводе с туркменского означает «отец пещер».